# Robin Hood
|  | Per a altres significats, vegeu «Robin Hood (desambiguació)». |

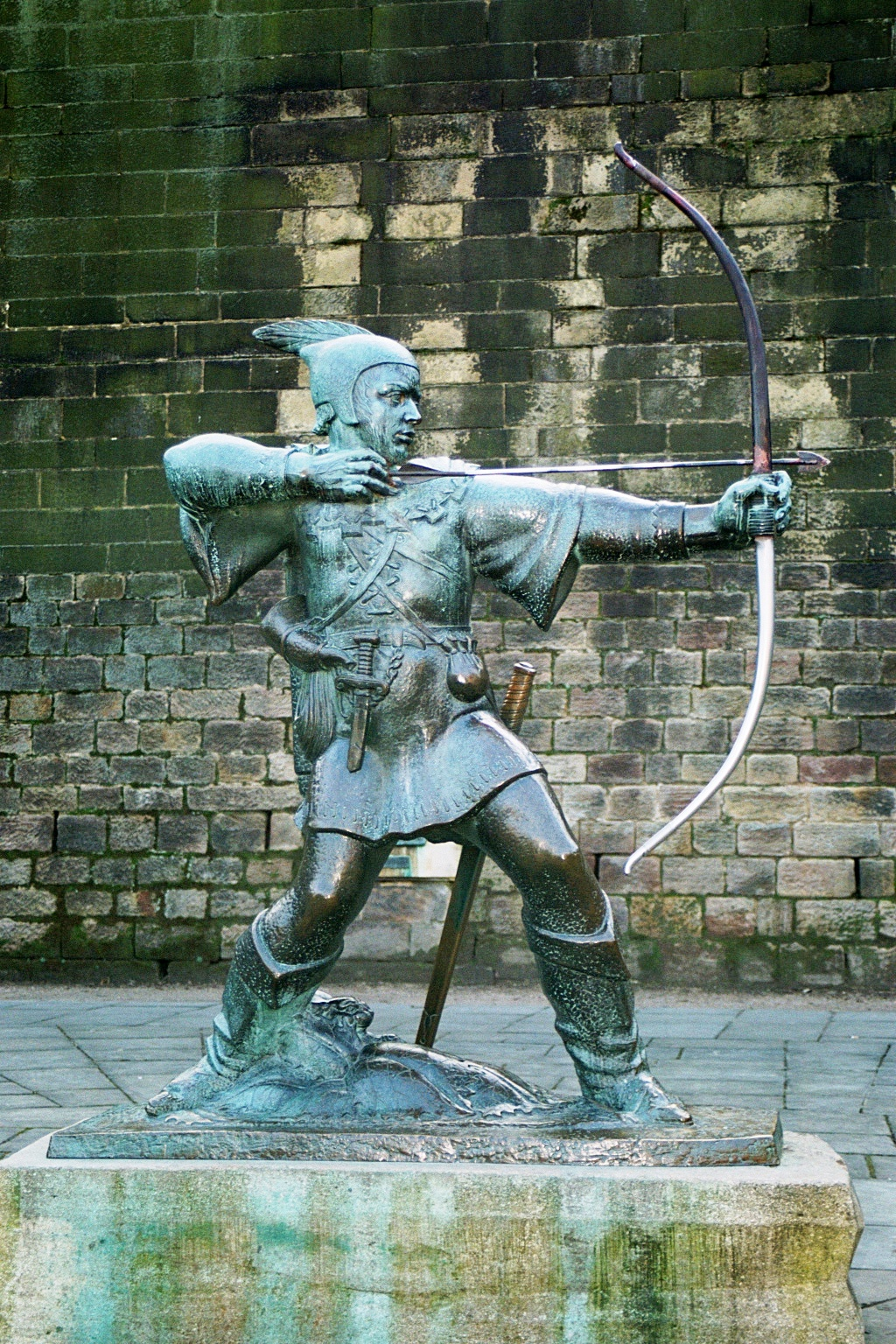
Estàtua de Robin Hood a Nottingham

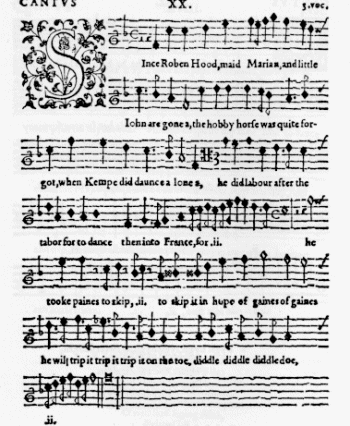
Partitura d'una antiga balada sobre Robin Hood.

Robin Hood (pronunciat /ˌrɒbɪn ˈhʊd/) és un personatge arquetípic protagonista d'una llegenda anglesa que podria tenir una base real. Es tracta d'un proscrit de l'edat mitjana que, segons les versions modernes, robava als rics per donar-ho als pobres i lluitava contra la injustícia i la tirania. També se sap que era molt hàbil amb l'arc i les sagetes. Era el cap d'un grup anomenat Merry Men («homes feliços», en anglès). Robin Hood i el seu grup se solen associar amb el bosc de Sherwood i amb la regió de Nottinghamshire. El personatge ha servit d'inspiració a nombrosos llibres, còmics, obres de teatre i pel·lícules.
La primera referència de Robin Hood es troba en l'Agricultor Peter («Pere el Llaurador») de William Langland (1377), en què un sacerdot mandrós diu: «Conec les rimes de Robin Hood». Tres anys més tard, el cronista escocès John de Fordun va escriure que «de tots els personatges de balades, Robin Hood és el que més em plau».
La llegenda, que en un començament es va transmetre de forma oral, va començar a aparèixer durant el segle xvi en balades impreses. En aquestes versions Robin no és descrit com a cavaller, sinó de vegades com un comerciant i altres com un pagès independent. Només al final del segle adquireix un títol nobiliari i pren el nom de Robin de Loxley o Robert Fitz Ooth, comte de Huntington. El personatge femení de Marianne (o Marion, de vegades anomenada Matilda) data d'aquest període i és de procedència francesa.
A finals del segle xvi, la versió de la llegenda s'ambienta al voltant del 1190, l'època en què el rei Ricard Cor de Lleó va anar a la tercera croada.
Entre les diferents versions escrites, les més famoses són: El Pastor Sad (1641) de Ben Jonson, i la novel·la Ivanhoe (1819) de Walter Scott, on és un rebel heroi que assalta i roba als nobles i rics, especialment als normands.
Amb el temps, van anar sorgint moltes inconsistències al voltant del personatge de Robin. Es diu, per exemple, que monsenyor Robin de Loxley (cap de la província de Hallamshire) va ser privat de la seva terra pel xèrif de Nottingham i declarat fora de la llei. El xèrif apareix en les balades primerenques, en què Robin finalment és decapitat, però no hi ha cap problema amb les seves terres. Els seus altres enemics són un caçador de recompenses anomenat Guy de Gisbourne, i abats rics, que també són assassinats per Robin. Però, en les rondalles antigues, es fa menció d'un préstec concedit per un desgraciat cavaller Robin, encara que no diuen res sobre saquejar i fer una redistribució en benefici dels pobres. També es diu que Robin es refugia al bosc de Sherwood a Nottingham, mentre que en les balades se situa a Barnsdale, al comtat de York, prop de 80 milles cap al nord.
Des de l'edat mitjana fins avui, cançons i balades, obres de teatre i musicals, pel·lícules i sèries de televisió han creat un mite en sintonia amb els temps, molts amb subjecció a l'aprovació de la manipulació ideològica, com ho il·lustra l'exemple del personatge de Marianne, que tan aviat ocupa el paper d'un guerrer com, de vegades el d'una noia passiva; o en el cas de Robin Hood que, de vegades és presentat com un bandit i altres vegades com un combatent de la resistència que lluita per una causa justa.

## El nom
Segons els arxius històrics Robin, diminutiu de Robert, era un nom molt comú en l'Anglaterra medieval. Pel que fa al cognom no hi ha acord sobre la seva interpretació: mentre alguns creuen que vol dir «l'encaputxat» perquè, com a proscrit li convenia amagar la seva identitat, altres creuen que Hood (en anglès, «caputxa») és el típic cognom que representa un ofici, això voldria dir que es dedicava a fer caputxes abans de ser un delinqüent, però també hi ha d'altres que defensen la teoria que Hood és una deformació de wood («bosc») que segons l'Encyclopædia Britannica del 1911 era una forma d'ús comú a l'edat mitjana; en alguns textos dels segles xvii i XVIII sobre els jocs de primavera, està escrit Robin Wood, o Whood, o Whod.
Amb el temps el nom va esdevenir sinònim de «delinqüent», prova d'això és que en la transcripció d'alguns judicis medievals, a l'acusat l'anomenen Robinhood, Robehod o Robbehod.
En una petició presentada al parlament l'any 1439, aquest nom es fa servir com a nom genèric per referir-se com un delinqüent itinerant.

## Evolució des de la tradició oral: Rimes i rondalles
Les anomenades Rimes de Robin Hood apareixen per primera vegada esmentades en un poema de finals del segle xiv (v.1377), a l'obra Piers Plowman, però la còpia més antiga que narra la llegenda data de la segona meitat del segle xv o potser de la primera dècada del segle xvi. En aquesta primera versió ja queda ben definit el personatge amb els següents trets: s'identifica amb el patiment de les classes baixes, mostra una especial consideració envers les dones, és anticlerical, destre amb l'arc i les sagetes, i té una especial animadversió cap al xèrif de Nottingham. Apareixen els personatges de Petit John, Much el fill del moliner i Will Scarlok (que més tard seria Will Scarlet), però no hi ha la donzella Marian ni Tuck el Frare. No és clar el perquè d'aquesta omissió, ja que se sap que formaven part de la llegenda oral.
En la cultura popular, Robin Hood està identificat com un contemporani i partidari de Ricard Cor de Lleó, que es veu forçat a viure al marge de la llei durant el període del malgovern del príncep Joan, mentre Ricard està absent en les croades, però aquesta imatge es va crear al segle xvi. No hi ha fonament d'aquesta versió en les rondalles. En la primera compilació de les balades, titulada Una gesta de Robyn Hode, el nom del rei és "Edward" i, si bé mostra Robin Hood acceptant el perdó del rei, més tard el rebutja i torna al bosc.

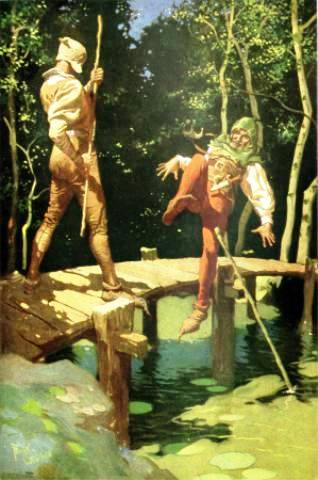
El petit Joh i Robin, il·lustració de Frank Godwin (1889-1959).

La balada més antiga, anomenada Robin Hood i el monjo, encara dona menys suport a la imatge de partidari del veritable rei. L'establiment de les primeres rondalles se sol atribuir als segles XIII o XIV, tot i que es reconeix que no són necessàriament consistents respecte als fets històrics. En aquestes primeres llegendes Robin era un yeoman, però el precís significat d'aquest terme ha canviat durant els anys: tant s'ha fet servir per referir-se a petits propietaris lliures, com a petits terratinents i de vegades treballadors de terres comunals. Per tant, es creu que no era un cavaller ni un simple camperol sinó quelcom entremig. Els manufacturers del segle xiv, com ara els propietaris de molins o de tallers, pertanyien també als yeomen. Des del segle xvi en endavant van haver intents d'elevar el seu estatus social, per exemple en les obres teatrals d'Anthony Munday, el presenten com a comte de Huntingdon, títol que van repetir altres autors.
Dins la tradició oral, juntament a la rondalla, la llegenda es va escampar mitjançant jocs, que eren una part important dels entreteniments durant les festes de maig a l'edat mitjana. Sembla que els personatges de Marian i el frare Tuck es van introduir mitjançant aquests jocs.

### Primers textos
Robin Hood i el monjo és el primer manuscrit sobre el tema, data del 1470, i es conserva i a la Universitat de Cambridge. El primer text imprès es titula Una gesta de Robyn Hode (v. 1500), i és una col·lecció d'històries separades que l'autor va unir com a episodis d'una mateixa narració. Cronològicament el següent text és Robin Hood i el terrissaire, un manuscrit datat del 1503. Aquesta versió és marcadament diferent de la primera on surt el monjo: mentre que el primer és d'intriga el darrer és més una comèdia, ja que inclou més ardits que no pas l'ús de la força.
Després està Robyn Hod i el xèrif de Notyngham (v.1475) que és el manuscrit d'una obra teatral dramàtica que es conserva en forma fragmentària i és on surt la primera referència escrita al personatge Tuck.

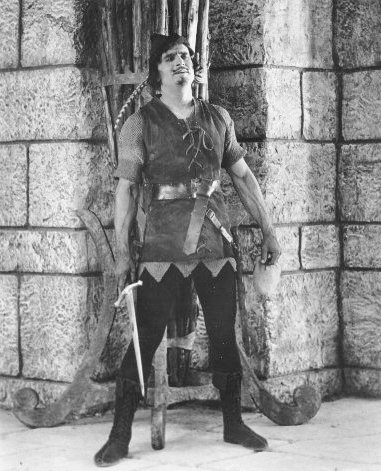
En els primers textos, l'arma de Robin Hood és l'espasa.

Els arguments d'"El monjo" i "El terrissaire" no surten en "La gesta", ni tampoc en l'obra Robin Hood i l'home de Gisborne, que és el darrer dels textos antics. El sol fet de ser llegendes escrites fa pensar que part del contingut siguin arguments inventats posteriorment a la tradició oral, pensats per agradar i entretenir els membres de la noblesa, especialment en el cas de "La gesta", que narra com Robin ajuda a un "pobre cavaller" i li dona diners a canvi de res.
El primer text en què Robin roba als rics per ajudar els pobres apareix un segle més tard, en l'obra de John Stow Annals d'Anglaterra (1592), cosa que no passa mai en els textos anteriors. Un altrd indici de l'estatus social en les primeres obres escrites és que, en més d'una ocasió, els homes del seu grup s'agenollen davant d'ell en senyal d'obediència, una cosa que només es feia davant els senyors. A més fa servir una espasa, l'arma pròpia dels cavallers. La primera vegada que fa servir una arma diferent és en Robin Hood i el Petit John, del segle xvii, on fa servir un bastó.

### Jocs de primavera
En algunes regions d'Anglaterra era típic disfressar-se de Robin Hood per la festa de primavera celebrada el primer dia de maig. Aquesta tradició va durar fins als temps de la reina Elisabet. El qui feia de Robin era titulat "rei de maig", encapçalava una processó i presidia uns jocs realitzats a l'aire lliure en un camp o parc a cada poble, o en festivals de cervesa, organitzats per les parròquies per recaptar diners per obres socials. Encara que es tractava d'una celebració popular, el rei Enric VIII la va fer portar a la seva cort.
Un ciutadà va ser portat al tribunal de la Cambra Estrellada el 1492, acusat d'haver format part d'una revolta i ell va dir, com a defensa, que era una tradició llargament estesa prendre diners dels participant en la festa de Robin Hood per després donar-los als necessitats; que no hi havia cap mala intenció, puix que els que hi anaven a aquesta festa ja sabien amb què es trobarien.

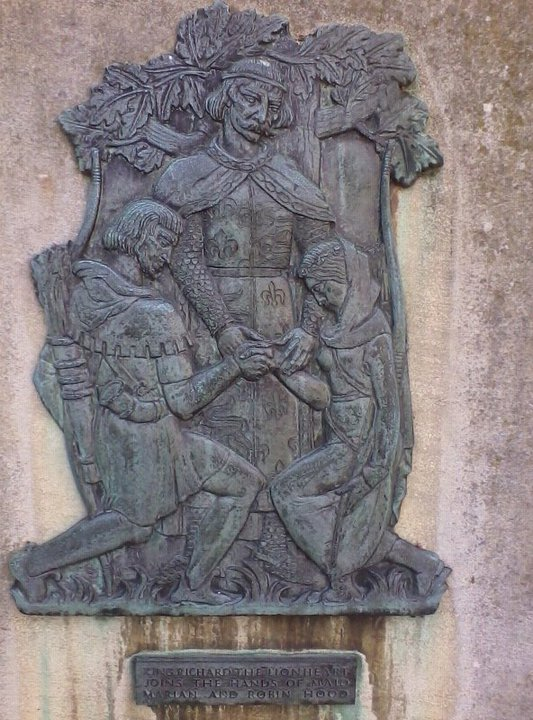
Relleu en el castell de Nottingham que representa el rei Ricard presidint el matrimoni entre Robin i Marian

Es va introduir en aquesta festa, la tradició de les pastourelles franceses, que consistien en una competició entre dos personatges, un cavaller i un pastor, per veure qui atreia l'atenció d'una dama fent els versos més enginyosos. Creat vers l'any 1280, el Jeu de Robin et Marion era una d'aquestes pastourelles que només tenia en comú amb la llegenda de Robin Hood, el nom del protagonista. El joc va caure en gràcia i els anglesos van començar a inventar estrofes en la seva llengua, introduint un personatge que no estava en les rondalles originals: Marion. Un altre joc consistia en escenificar una lluita en què Robin i la seva colla havien de prendre la donzella Marian de la custòdia d'un cavaller pervers.
Aquesta no va ser l'única dama relacionada amb Robin Hood, en la rondalla infantil Hood: naixement, creixença, valor i matrimoni, d'antiguitat desconeguda i impresa per primera vegada el 1716, la seva parella es deia Clorinda reina de les pastores. En altres versions, Clorinda és un segon nom de Marian.

### Els textos moderns
El 1598, Anthony Munday va escriure una obra teatral sobre el tema: Caiguda i mort de Robert, comte de Huntington (publicada el 1601) i va servir d'inspiració a autors posteriors. El crític literari Thomas Knight creu que aquesta obra es basa en una persona real, Fulk Fitz Warin, un noble del segle xii, enemic de Joan sense Terra, que va ser desposseït i obligat a delinquir.
El poeta John Skelton va escriure una altra com aquesta per ser representada a la cort d'Enric VIII. Alguns crítics pensen que l'obra de Munday i la de Skelton podrien estar basades en una d'anterior que no ha arribat als nostres dies. Però el primer en proposar que aquest personatge era de l'època de la marxa del rei Ricard a les croades, va ser John Mair, cronista autor de Historia Majoris Britanniæ (1521).
En una altra obra del segle xvi d'autor anònim, titulada George el Verd, la insígnia de Wakefield, situa Robin Hood en el regnat d'Eduard IV.
William Shakespeare, en la seva obra Els dos gentilhomes de Verona, fa que un dels personatges, que porta una vida semblant a la de Robin Hood, exclami: "Per la calba del frare gras amic de Robin Hood; aquest seria un bon rei per la nostra facció de rebels!". També en Al vostre gust s'esmenta el personatge quan Carles, preguntat pel lloc on està el duc, respon: "En el bosc d'Arden, i un grup d'homes alegres l'acompanyen, i allà viuen com feia l'antic Robin Hood d'Anglaterra".
Ben Jonson va escriure una obra titulada El pastor trist o una llegenda de Robin Hood, que era una crítica emmascarada sobre el puritanisme. Va quedar inacabada, potser per la mort de l'autor.

### Els reculls de cançons
A partir del segle xvi es va posar de moda publicar cançons, que van desplaçar la tradició oral. D'aquesta època és la versió de "La gesta". Però no totes les rondalles i balades antigues s'han conservat en aquests reculls moderns; les versions de "L'home de Gisbourn" i "El monjo" es van publicar per primera vegada a finals del segle xviii. La música és repetitiva, una mateixa frase musical d'origen popular es repeteix al llarg de la balada. Com a norma general el personatge retratat en les cançons modernes és menys tràgic, menys heroic i en el fons, menys madur que la figura medieval. Generalment en aquesta època els autors el consideren un plebeu, amb l'excepció de Martin Parker que, en La veritable història de Robin Hood, és un noble amb preocupació cap als pobres.
Al segle xvii, apareix la figura del ministrer Alan-a-Dale, el suposat narrador de la llegenda. En les cançons del segle xviii surten personatges que apallissen Robin —un pelleter, un calderer i un guarda forestal— i, quan es veu vençut, fa sonar el seu corn perquè vinguin a ajudar-lo els homes de la seva colla, després els ofereix d'unir-se al grup i portar el seu tipus de vida. En altres ocasions, com en Robin Hood i el premi d'or, fa demostració de la seva astúcia disfressant-se de frare i enganyant dos capellans perquè li donin els diners.

### La redescoberta del Robin Hoodmedieval: Percy i Ritson
El 1765 Thomas Percy (bisbe de Dromore) va publicar Reliquies de l'antiga poesia anglesa i dins d'aquest recull hi havia la còpia d'un manuscrit mai abans s'havia donat a conèixer: Robin Hood i l'home de Gisborne, que generalment es considera genuïnament medieval.
El 1795 Joseph Ritson va publicar un aplec d'històries sobre el tema sota un llarg títol, Robin Hood: una col·lecció de totes les antigues poesies, cançons i balades existents, relatives a aquell cèlebre bandoler, i oferint tantes versions va fer possible que cada lector es formés una opinió pròpia del personatge. Només es va deixar per incloure la versió de "El Monjo", que es va publicar el 1806. Paine, que era un ferm defensor dels principis de la revolució francesa, no va posar en dubte que Robin fos un personatge inventat sinó que havia de ser un històric defensor del poble contra els tirans: en el prefaci escriu que va néixer pels volts de l'any 1160 i que va morir el 18 de novembre del 1247.
Walter Scott, que era amic de Ritson, es va basar en aquesta antologia per escriure Ivanhoe el 1818,una de les primeres obres modernes de la novel·la històrica. En ella apareix Robin Hood com un personatge secundari. A la novel·la en Robert Locksley és el cap d'una colla de bandolers que assalten a nobles i rics pels camins dels boscos del nord d'Anglaterra. Les seves víctimes són sobretot els senyors i eclesiàstics normands, que després de l'ascens al tron de Guillem el Conqueridor havien substituit gran part de la noblesa saxona, i governaven un poble majoritàriament saxó.

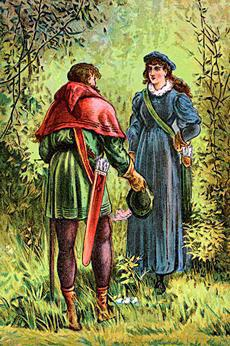
Robin i la donzella Marian

### Adaptació infantil
Al segle xix els editors es van interessar en adaptar la llegenda al públic infantil. En aquest sentit es va publicar Robin Hood i el petit John (1840), escrit per Pierce Egan el Jove. Alexandre Dumas en va fer una adaptació al francès titulada El príncep dels lladres (1872) i Robin Hood el proscrit (1873). Howard Pyle va escriure Les alegres aventures de Robin Hood (1883).
Alguns autors per a públic infantil van escampar la idea que Robin era un anglosaxó d'elevats principis morals que lluitava contra els senyors normands, per exemple: Jacques Nicolas Augustin Thierry Històiria de la conquesta d'Anglaterra pels normands (1825). Dins d'aquest tipus també estaria Ivanhoe de Walter Scott, abans esmentat (1819).

## En el cinema

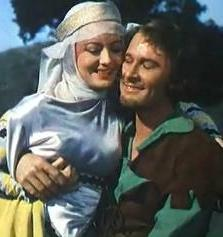
Pel·lícula del 1938.

- Robin Hood, del 1912 protagonitzada per Robert Frazer i Barbara Tennant
- Robin Hood del 1922, protagonitzada per Douglas Fairbanks.
- Les aventures de Robin Hood, pel·lícula del 1938 protagonitzada per Errol Flynn i Olivia de Havilland, el van popularitzar com a heroi.
- El 1973 la productora Disney va fer una pel·lícula de dibuixos animats Robin Hood on tots els personatges són animals humanitzats.
- Robin i Marian, del 1976 protagonitzada per Sean Connery i Audrey Hepburn.
- En la dècada del 1980 una sèrie de televisió de la ITV va introduir un musulmà entre el grup d'homes de Robin Hood.
- Robin Hood: Príncep dels lladres, pel·lícula de 1991 protagonitzada per Kevin Costner, reprenia la idea d'un musulmà en el grup de Robin.
- Robin Hood, el magnífic, del 1991 protagonitzada per Patrick Bergin.
- Robin Hood, del 2010 dirigida per Ridley Scott i protagonitzada per Russell Crowe.
- Robin Hood, del 2018 protagonitzada per Taron Egerton.

La televisió francesa va fer el 1963 una sèrie titulada  Thierry La Fronde («Thierry el foner») que es va veure en altres països: Canadà, Austràlia, Polònia, Països Baixos, i situava l'acció en la Guerra dels Cent Anys.

## El Robin Hood mitològic
El 1584, Reginald Scot va proposar que Robin Hood era un mortal afillat pel déu de la mitologia germànica anomenat "Hudgin" o Hodekin (vegeu Hödr). Maurice Keen va fer una crítica detallada a aquesta teoria: mentre que el proscrit mostra gran destresa amb l'arc i l'espasa i fa servir la disfressa i l'astúcia com a recursos, per altra banda no fa cap demostració exagerada de poders com faria un déu.